# Rimbach (powiat Rottal-Inn)
Rimbach – miejscowość i gmina w Niemczech, w kraju związkowym Bawaria, w rejencji Dolna Bawaria, w regionie Landshut, w powiecie Rottal-Inn, wchodzi w skład wspólnoty administracyjnej Falkenberg. Leży około 21 km na północny wschód od Pfarrkirchen.

## Dzielnice
W skład gminy wchodzą dwie dzielnice: Rimbach, Sallach.

## Demografia
| Rok  | Liczba mieszk. |
| ---- | -------------- |
| 1970 | 836            |
| 1987 | 837            |
| 2000 | 866            |